# Nationaal park Kenozero
Het Nationaal park Kenozero (Russisch: Кенозерский национальный парк) is een nationaal park in Rusland, in de oblast Archangelsk.
Het Nationale park Kenozero is opgericht middels een decreet van de Russische regering van 28 december 1991. Het territorium van het park omvat zowel natuur- als cultuurlandschap en bevindt zich in het zuidwestelijk deel van de oblast Archangelsk, in de regio's Plesetsk en Kargopol. In 2004 werd het nationaal park toegevoegd aan de lijst van biosfeerreservaten onder UNESCO's Mens- en Biosfeerprogramma (MAB). Kenozero is erg in trek bij ecotoeristen. Buitenlanders die het noordelijke deel van het park willen bezoeken dienen hiervoor toestemming aan te vragen bij de parkdirectie.
Centraal in het park ligt het Kenozeromeer met een oppervlakte van 68,6 km². De omgeving van het meer, met een oppervlakte van 710 km²werd in 2024 tijdens de 46e sessie van de UNESCO Commissie voor het Werelderfgoed erkend als cultuurerfgoed en als "Cultureel landschap van het Kenozeromeer" toegevoegd aan de werelderfgoedlijst. De rest van het nationaal park werd hierbij als bufferzone aan de erkenning toegevoegd.

## Beschrijving
Het Nationaal park Kenozero ligt in de regio's Plesetsk en Kargopol van de oblast Archangelsk, in het noordwesten van Europees Rusland. Het gebied heeft een laag reliëf en beslaat 1.396,63 km².
Het reservaat heeft een van de laatste en best behouden bossen van Noord-Europa. Het gebied is van grote betekenis voor trekvogels en heeft zowel in de moerassen als in de bossen unieke ecosystemen. Op het territorium van het park bevinden zich 46 dorpen met een bevolking van ongeveer 2000 mensen. Oorspronkelijk zijn de inwoners van dit gebied Pomoren. Men hield zich bezig met landbouw, scheepsbouw, visserij en daaraan gerelateerde ambachten; in de winter trokken de mannen naar de grote steden waar ze zich als ambachtslieden verhuurden. In de Sovjetperiode zijn alle dorpen ingedeeld bij kolchozen.
In het park bevinden zich tevens veel objecten die cultureel erfgoed zijn, waaronder huizen, kerken en kapellen. Dit zijn monumenten van houtarchitectuur die behouden zijn gebleven ondanks alle rampspoed van de afgelopen eeuwen. Veel kapellen zijn gerestaureerd met financiële steun van de Noorse regering. Alle kapellen hebben zogenaamde hemelen, met heiligen beschilderde plafonds, iets wat uniek is voor de kapellen van deze regio en wat verder nergens in Rusland wordt aangetroffen.

## Klimatologische omstandigheden
Het gebied heeft een gematigd landklimaat. De absolute minimumtemperatuur is −47 °C, de absolute maximumtemperatuur is +34 °C. De gemiddelde jaarneerslag is 500 mm. Gedurende 160 dagen per jaar ligt er sneeuw; de vorstvrije periode duurt van 105 tot 110 dagen.

## Flora en fauna
In het reservaat komen 534 soorten bloemen en planten voor, 74% van het gebied is bedekt door bossen. Van de gewervelde dieren komen in er in het Kenozero park ca. 270 soorten voor, waaronder 49 soorten zoogdieren van zes families. De sneeuwhaas, de eekhoorn, de hermelijn, de Europese nerts, de marter, de otter, de vos, de eland, de wasbeerhond en veldmuis en het wild zwijn komen hier veelvuldig voor.
Het aantal soorten vogels bedraagt 193. Ook komen er reptielen en twintig soorten vissen voor, waaronder de zalm, de moeksoen, de nelma, de kleine marene en de zeeforel.